# Flemming Rasmussen
Flemming „Razz“ Rasmussen (* 1. Januar 1958 in Dänemark) ist Produzent, Inhaber und Gründer der Sweet Silence Studios in Kopenhagen, Dänemark. Berühmt wurde er durch seine Produzententätigkeit für die Thrash-Metal-Gruppe Metallica und produzierte deren Alben Ride the Lightning (1984), Master of Puppets (1986) und …And Justice for All (1988).

## Werdegang
Als Jugendlicher stieß Rasmussen schon zur Belegschaft der Sweet Silence Studios, die 1976 von Freddie Hansson übernommen wurden. Schon 1980 bot Hansson Rasmussen an, als Teilhaber im Studio einzusteigen. Rasmussens erste Produktion war 1981 für die Band Rainbow das Album Difficult to Cure. Diese Produktion erregte die Aufmerksamkeit des Metallica-Schlagzeugers Lars Ulrich, der bei Rasmussen für die Produktion des Nachfolgers für Kill 'em All anfragte. Durch die erfolgreiche Zusammenarbeit über mehrere Jahre machte sich Rasmussen einen Ruf als Produzent, der auch in einer langen Zusammenarbeit mit Pretty Maids und Blind Guardian mündete. Zudem produzierte Rasmussen das Album Herzlich willkommen im Irrenhaus der deutschen Punk-Band Abwärts von 1993.

## Produktionen (Auswahl)
Artillery
- 1990: By Inheritance
- 1998: Deadly Relics

Blind Guardian
- 1995: Imaginations from the Other Side
- 1996: The Forgotten Tales
- 1998: Nightfall in Middle-Earth

Gitte Hænning
- 1982: Sig Det På En Søndag

Ensiferum
- 2004: Iron

Metallica
- 1984: Ride the Lightning
- 1986: Master of Puppets
- 1988: …And Justice for All

Morbid Angel
- 1993: Covenant

Pretty Maids
- 1984: Red, Hot and Heavy

Rainbow
- 1983: Bent out of Shape